# Francisco de La Rochefoucauld
Francisco VI, duque de La Rochefoucauld (pronunciado /ʁɔʃfuko/; en francés: François VI, Duc de La Rochefoucauld; París, 15 de septiembre de 1613 - ibídem, 17 de marzo de 1680) fue un escritor, aristócrata, político, militar, poeta y filósofo francés conocido por sus Máximas. Nacido en París en 1613, en un momento en que la corte real vacilaba entre ayudar a la nobleza o amenazarla, fue considerado un ejemplo del noble consumado del siglo XVII. Hasta 1650 ostentó el título de Príncipe de Marcillac. Su bisabuelo Francisco, III conde de La Rochefoucauld, murió en la masacre del día de San Bartolomé por ser  hugonote.
Forma parte del movimiento literario del clasicismo. Aunque sólo publicó oficialmente sus Memorias y sus Máximas, su producción literaria es densa. Sus máximas se centran en el carácter despiadado de la conducta humana, con una actitud cínica hacia el virtuosismo y confesiones de afecto, amistad, amor y lealtad. 

## Vida
Como todos los primogénitos de la Casa Rochefoucauld, se llamó Francisco en honor a Francisco I y, desde su nacimiento, ya era Príncipe de Marcillac en tanto que heredero del Duque de Rochefoucauld. Sus estudios no fueron excesivos, ya que, a los dieciséis años, los dejó para alistarse en la armada e inmediatamente empezó a darse a conocer en la vida pública. Había estado casado, nominalmente, durante un año con Andrée de Vivonne que, al parecer, le adoraba, antes de que se viera implicada en un escándalo. Durante algunos años, Rochefoucauld participó en diferentes batallas en las que demostró una gran valentía, aunque nunca logró la consideración de sus capitanes. Empezó, entonces, a frecuentar el entorno de Marie de Rohan, la primera de las tres mujeres célebres que tendrían sucesivamente gran influencia en su vida.
Por mediación de Marie de Rohan, se aproximó a la Reina Ana de Austria, colaborando en las numerosas intrigas llevadas a cabo contra el Cardenal Richelieu. Sin embargo, éstas no tuvieron ningún éxito, por lo que fue desterrado en varias ocasiones y en 1637 fue encerrado en la Bastilla durante ocho días; después tuvo que retirarse a los dominios de su padre. En 1642, tras la muerte de Richelieu, la situación pareció volverse más favorable para la ambición que animaba a la mitad de la nobleza de Francia. La Rochefoucauld jugó un importante papel tomando parte activa en la reconciliación de la Reina con Condé, participando en una liga contra Gastón, duque de Orleans. Pero la creciente influencia de Mazarino supuso un obstáculo y la amistad que él mantenía hacia 1645 con la hermosa Duquesa Ana de Longueville le inclinó definitivamente por los ideales de la Fronda, donde intervino de forma muy activa y llegó a ostentar uno de los principales grados del ejército rebelde. Intervino de manera destacable en el asalto de París, batiéndose valientemente en los combates y siendo gravemente herido en el asedio de Mardyke.
En el segundo asedio de la Fronda, La Rochefoucauld corrió la misma suerte que Condé. Tras la muerte de su padre en 1650 se produjo un incidente característico. La nobleza de las provincias se reunió para asistir a los funerales y el nuevo Duque de La Rochefoucauld intentó convencerles para unirse a él y enfrentarse a la guarnición de Saumur, cosa que no consiguió. Participó después en diversas acciones de la Fronda sin demasiada fortuna y, en la batalla de la Faubourg Saint Antoine (1652), fue herido en la cabeza, llegándose a temer que perdiera la vista. Necesitó un año para recuperarse, que lo pasó en la ciudad de Verteuil, donde, tras veinte años de tomar parte en diferentes combates, se encontró con una salud muy debilitada, una mermada fortuna y muchos conflictos con todos aquellos que ahora tenían algún poder en el Estado. Permaneció algunos años retirado y se recuperó (especialmente gracias a la ayuda de Gourville, que estuvo a su servicio después de haber estado al servicio de Mazarino y Condé, con lo que obtuvo fortuna e influencias). Rochefoucauld volvió a la Corte después del fallecimiento de Mazarino.
A partir de entonces se dedicó a llevar una existencia totalmente mundana frecuentando todos los salones, ante todo el salón de Madeleine de Sablé, miembro de la camarilla de Rambouillet y fundadora de varios salones. La Rochefoucauld pasó sus años de retiro escribiendo sus Memorias que fueron publicadas, clandestina y parcialmente, en 1662 en Bruselas por los Elzevires. Su publicación causó un tremendo revuelo y muchos de sus amigos se sintieron profundamente ofendidos por cuanto afectaban a su reputación, aunque él se apresuró a negar que éstas fueran auténticas. Tres años más tarde publicó sus Reflexiones o sentencias y máximas morales, clásico de la aforística universal, que le situarían, de golpe, entre los más grandes escritores de la época. Poco después empezó su amistad con Madame La Fayette, que duró hasta el fin de sus días.
Mantuvo un círculo de amigos fervientes tanto en los salones como en la corte, fue reconocido como un moralista y escritor de gran valía, claro y conciso, perfecto conocedor de la aristocracia francesa del siglo XVII. Murió de gota; su hijo, el Príncipe de Marcillac, al que cedió, poco antes de su muerte, todos sus títulos y honores, gozó de una posición superior en la Corte.

## Obra
Como la mayor parte de sus contemporáneos, él creía que la política era como un juego de ajedrez. Denuncia interminable de todas las apariencias de virtud, las Máximas anunciaban el fin del ideal del héroe corneliano. 
Algunos autores lo consideran la fuente de inspiración de Mandeville, autor de La Fábula de las abejas, "cuya filosofía podría ser sumarizada como una elaboración de la máxima de La Rochefoucauld 'nuestras virtudes son a menudo vicios disimulados', con el 'a menudo' cambiado por un 'siempre'". F.B. Kaye, Introduction to Bernard Mandeville, The Fable of the Bees, Oxford: Clarendon Press, 1924 [London: J. Tonson, 1732], p. cv.
Se sucedieron varias ediciones de las Máximas, antes y después de la muerte del autor, si bien la edición definitiva con setecientas máximas no apareció hasta 1817.

## Influencia
Casi todos los grandes críticos franceses del siglo XIX escribieron en cierta medida sobre La Rochefoucauld. Voltaire dijo sobre las Máximas que es: "Una de las obras que más contribuyeron a formar el gusto de la nación y a difundir un espíritu de justicia y precisión". Leonard Tancock considera las Máximas como "uno de los textos más profundamente sentidos y más intensamente vividos de la literatura francesa", con su "experiencia, sus gustos y disgustos, sufrimientos y rencores mezquinos... cristalizados en verdades absolutas".
El filósofo Friedrich Nietzsche admiraba mucho a La Rochefoucauld y fue influenciado no solo por su ética, sino también por su estilo.